# Crăsnășeni, Vaslui
Crăsnășeni este un sat în comuna Tătărăni din județul Vaslui, Moldova, România.

## Personalități
- Ion Chirilă (1931-2012), luptător anticomunist

 Acest articol despre o localitate din județul Vaslui este deocamdată un ciot. Puteți ajuta Wikipedia prin completarea lui.